# Thomas Bourchier (Adliger, † 1491)
Thomas Bourchier († 1491) war ein englischer Adliger.

## Leben
Thomas Bourchier war der fünfte Sohn von Henry Bourchier, 1. Earl of Essex und Isabel of Cambridge, eine Schwester des Richard Plantagenet, 3. Duke of York. Thomas war ein Cousin ersten Grades von Eduard IV. und Richard III. und auch über seine Großmutter Anne of Gloucester mit dem Haus Plantagenet verwandt.
Er kämpfte in den Rosenkriegen für das Haus York bei der Schlacht von Northampton (1460), bei der Zweiten Schlacht von St Albans (1461), bei Towton (1461) und 1471 bei Barnet und Tewkesbury.
Thomas diente außerdem als Constable of Leeds Castle und als Justice of Peace in Kent.
Thomas Bourchier starb im Oktober 1491.

## Ehe und Nachkommen
Thomas war in erster Ehe verheiratet mit Isabelle Barre, eine Tochter des Sir John Barre und Witwe des Humphrey Stafford, 1. Earl of Devon.
Das Paar hatte zwei Töchter:
- Joan
- Isabel

In zweiter Ehe war Thomas mit Anne Andrews verheiratet.
Die Ehe blieb kinderlos.